# IC 260
IC 260 је елиптична галаксија у сазвјежђу Персеј која се налази на листи објеката дубоког неба у Индекс каталогу.
Деклинација објекта је + 46° 57' 18" а ректасцензија 2h 51m 0,9s. Привидна величина (магнитуда) објекта IC 260 износи 13,8 а фотографска магнитуда 14,8. IC 260 је још познат и под ознакама UGC 2325, MCG 8-6-14, CGCG 554-11, PGC 10812.